# (100303) 1995 FD15
(100303) 1995 FD15 es un asteroide perteneciente al cinturón de asteroides, descubierto el 27 de marzo de 1995 por el equipo del Spacewatch desde el Observatorio Nacional de Kitt Peak, Arizona, Estados Unidos.

## Designación y nombre
Designado provisionalmente como 1995 FD15.

## Características orbitales
1995 FD15 está situado a una distancia media del Sol de 3,000 ua, pudiendo alejarse hasta 3,050 ua y acercarse hasta 2,951 ua. Su excentricidad es 0,016 y la inclinación orbital 10,58 grados. Emplea 1898 días en completar una órbita alrededor del Sol.

## Características físicas
La magnitud absoluta de 1995 FD15 es 15,1. Tiene 3,362 km de diámetro y su albedo se estima en 0,188.